# Huset Zrinski
Zrinski (ungerska: Zrínyi) var en framstående och inflytelserik kroatisk adelsätt från början av 1300-talet till början av 1700-talet då släkten dog ut på svärdssidan. Zrinski var en sidogren till Šubić-ätten som hade sitt arvsland vid borgen Zrin i närheten av Sisak. Zrinski betyder "av (från) Zrin".
Zrinski-ätten var bland annat genom ingifte lierad med Frankopan och lämnade liksom den släkten ett starkt avtryck på Kroatiens politiska, ekonomiska och kulturella historia. Flera framstående medlemmar av Zrinski-ätten regerade över Kroatien som baner (vicekungar). I Kroatien och Ungern där ätten tillika var inflytelserik betraktas medlemmar av Zrinski-släkten som nationalhjältar.

## Framstående medlemmar
- Nikola Šubić Zrinski, ban av Kroatien och framstående general i Habsburgs tjänst
- Juraj Zrinski, ban av Kroatien
- Nikola Zrinski, ban av Kroatien och poet
- Petar Zrinski, ban av Kroatien och upprorsledare tillsammans med Fran Krsto Frankopan
- Katarina Zrinski, (född Frankopan, fru till Petar Zrinski), poet

### Fotnoter
1. ↑  Arhinet - Kroatiska statsarkivet Arkiverad 21 maj 2015 hämtat från the Wayback Machine. (kroatiska)